# Matteo Pratichetti
Pas d'image ? Cliquez ici

a Compétitions nationales et continentales officielles uniquement.

b Matchs officiels uniquement.
Dernière mise à jour le 22 octobre 2018.
Matteo Pratichetti, né le 27 juillet 1985 à Rome (Italie), est un joueur de rugby à XV italien. Il compte 24 sélections avec l'équipe d'Italie, évoluant au poste de ailier ou centre.

## Biographie
Il met un terme à sa carrière à la fin de la saison 2017-2018 à cause d'une blessure au niveau des vertèbres cervicales.

## Carrière

### En club
- 2003-2004 : Capitolina
- 2004-2009 : Calvisano
- 2009-2010 : Rugby Viadana
- 2010-2012 : Aironi Rugby
- 2012-2018 : Zebre Rugby

### En équipe nationale
Il a honoré sa première cape internationale en équipe d'Italie le 13 novembre 2004 à Rome par une défaite 10-59 contre l'équipe de Nouvelle-Zélande. Il compte a ce jour 5 essais avec la squadra azzura. 

## Palmarès

### En club
- Champion d'Italie : 2005, 2008 avec le Rugby Viadana.

### En équipe nationale
Matteo Pratichetti compte 24 capes, dont vingt en tant que titulaire, avec l'équipe d'Italie au cours desquels il marque cinq essais soit 25 points. Il fait ses débuts le 13 novembre 2004 contre la Nouvelle-Zélande.
Il participe notamment à sept Tournois des Six Nations, pour un total de neuf rencontres. Il participe aux éditions 2007, 2009 et 2010.
Matteo Pratichetti participe également à deux éditions de la Coupes du monde en 2007 où il joue contre le Portugal et 2011 où il joue contre la  Russie.